# John Mutai (Marathonläufer, 1966)
John Mutai (* 26. Mai 1966) ist ein kenianischer Langstreckenläufer, der sich auf den Marathon spezialisiert hat.
1999 gewann er den Great North Run über die Halbmarathondistanz in 1:00:52 h und den Dublin-Marathon. Im Jahr darauf wurde er Zweiter beim Dubai-Marathon in seiner persönlichen Bestzeit von 2:13:20 h. 2001 und 2002 wurde er Fünfter in Dubai, 2001 Vierter in Dublin und 2004 Fünfter beim Mumbai-Marathon. Einem Sieg beim Edinburgh-Marathon 2004 folgte im Jahr darauf an selber Stelle ein zweiter Platz.
Von 2007 bis 2009 gewann er dreimal in Folge den Belfast-Marathon.